# Amaury Nolasco
Amaury Nolasco, właśc. Amaury Nolasco Garrido (ur. 24 grudnia 1970 w Portoryko) – portorykański aktor, najbardziej znany z roli Fernanda Sucre w serialu telewizyjnym 20th Century Fox Skazany na śmierć.

## Życiorys

### Wczesne lata
Urodził się w Portoryko jako syn Camelii Garrido i Ángela Nolasco Polanco. Miał siostrę o imieniu Deborah, która zmarła podczas pracy w 2010. Jego przyjacielem z dzieciństwa był pro baseballista Jorge Posada. Studiował biologię na Uniwersytecie Portoryko. Swoje dalsze życie planował ułożyć jako lekarz – zamierzał kontynuować naukę w szkole medycznej. Jego życie zmieniło się, kiedy został zauważony przez reżysera produkcji telewizyjnych. Przeprowadził się do Nowego Jorku i uczył się aktorstwa w nowojorskiej American British Dramatic Arts School.

### Kariera
Debiutował na ekranie w melodramacie Skok w miłość (Fall, 1997) u boku Scarlett Johansson. Potem trafił na szklany ekran w sitcomie HBO Arliss (Arli$$, 1999) i serialach: CBS Zdarzyło się jutro (Early Edition, 1999), Partnerki (Huntress, 2000) z Annette O’Toole i Jamesem Remarem, CBS Kryminalne zagadki Las Vegas (CSI: Crime Scene Investigation, 2000) i NBC Ostry dyżur (ER, 2002), Eve (2003), sitcomie ABC George Lopez (2003) i CBS Kryminalne zagadki Nowego Jorku (CSI: NY, 2005) oraz telewizyjnej sensacyjno-przygodowej komedii Warner Bros. Diukowie Hazzardu: Hazzard w Hollywood (The Dukes of Hazzard: Hazzard in Hollywood, 2000).
Można go było zobaczyć także w filmach: dramacie kryminalnym Brat (Brother, 2000) u boku Omara Eppsa, dramacie Finałowy incydent (Final Breakdown, 2002) z udziałem Craiga Sheffera, dreszczowcu Siła uderzenia (The Librarians, 2003) z Burtem Reynoldsem, Eriką Eleniak i Christopherem Atkinsem, komediodramacie sportowym Pan 3000 (Mr. 3000, 2004) z Berniem Makiem i Angelą Bassett, komedii sportowej Grzanie ławy (The Benchwarmers, 2006) u boku Roba Schneidera i Transformers (2007) jako żołnierz armii USA ACWO Jorge „Fig” Figueroa, z Shią LaBeoufem, Jonem Voightem i Megan Fox.
Przełomem w karierze okazała się kreacja Orange Juliusa w kasowym sequelu Za szybcy, za wściekli (2 Fast 2 Furious, 2003) z Paulem Walkerem, Tyrese’em Gibsonem, Evą Mendes i Jamesem Remarem. Największą popularność zyskał jednak dzięki roli Fernanda Sucre w serialu 20th Century Fox Skazany na śmierć (2005–2007), za którą w 2006 otrzymał nominację do nagród – Teen Choice Awards i ALMA Award. Jego najnowszą rolą było zagranie skorumpowanego gliny w filmie Królowie Ulicy („Street Kings”). Zagrał Jacka Lupino w filmie Max Payne (2008). Wystąpił w teledysku Britney Spears „Gimme More” (2007) i wideoklipie duetu reggae Wisin & Yandel „Imagínate” (2009).

## Życie prywatne
Był związany z aktorką znaną z serialu Dr House – Jennifer Morrison (2009–2011) i byłą Miss Universe Dayanarą Torres.
Był zwolennikiem prezydenckiej kampanii wyborczej Baracka Obamy.
W 2011 zorganizował imprezę charytatywną „Amaury Nolasco & Friends Golf Classic” w hotelu El Conquistador (Portoryko). Wpływy zostały przyznane fundacjom szpitala pediatrycznego w Portoryko i fundacji VAL (Vive Alegre Luchando) dla dzieci z rakiem.
Lubi surfować, grać w golfa i tenisa, a także tańczyć, zwłaszcza salsę.

## Filmografia

### filmy fabularne
- 2000: Brother jako Victor
- 2003: Za szybcy, za wściekli (2 Fast 2 Furious) jako Orange Julius
- 2006: Grzanie ławy (The Benchwarmers) jako Carlos
- 2007: Transformers jako ACWO Jorge „Fig” Figueroa
- 2008: Max Payne jako Jack Lupino
- 2008: Królowie ulicy (Street Kings) jako detektyw Cosmo Santos
- 2009: Opancerzony (Armored) jako Palmer
- 2011: Dziennik zakrapiany rumem (The Rum Diary) jako Segurra
- 2013: Szklana pułapka 5 (A Good Day to Die Hard) jako Murphy
- 2014: We Krwi (In the Blood) jako Silvio Lugo
- 2014: Small time jako Barlow
- 2014: Monstrum (Animal)  jako Douglas
- 2016: Umysł Przestępcy (Criminal)  jako Esteban Ruiza
- 2018: Locating Silver Lake jako Jose
- 2018: Szybki jak śmierć (Speed Kills) jako agent Lopez
- 2018: Ostrze Strachu (Edge of Fear) jako Nick
- 2019: Jarhead: Prawo powrotu (Jarhead: Law of Return) jako Sierżant zbrojmistrz Torres
- 2021: South of Heaven jako Manny
- 2022: Parkingowy (The Valet) jako Benny
- 2024: Gdy Zgasną Światła (Lights Out) jako Fosco

### seriale TV
- 1998: Oblicza Nowego Jorku (New York Undercover) jako wspólnik (w odc.: "Going Native")
- 1999: Arli$$ jako Ivory Ortega (odc.: "The Stories You Don't Hear About")
- 1999: Zdarzyło się jutro (Early Edition) jako Pedro Mendoza
- 2000: CSI: Kryminalne zagadki Las Vegas (CSI: Crime Scene Investigation) jako Hector Delgado
- 2000: Partnerki (The Huntress) jako Flaco Rosario
- 2002: Ostry dyżur (ER) jako Ricky
- 2005: CSI: Kryminalne zagadki Nowego Jorku (CSI: NY) jako Ruben DeRosa
- 2005–2007: Skazany na śmierć jako Fernando Sucre
- 2009: CSI: Kryminalne zagadki Miami jako Nathan Cole
- 2010: Southland jako detektyw Rene Cordero
- 2010: Chase jako Marco Martinez
- 2012: Facet też kobieta jako Angel Ortiz
- 2013: Tożsamość szpiega jako Mateo
- 2013–2016: Partnerki jako Rafael Martinez
- 2014: Justified: Bez przebaczenia jako Elvis Manuel Machado
- 2014: Piętno gangu jako Matias
- 2015–2016: Telenovela jako Rodrigo Suarez
- 2018: Iluzja (Deception) jako Mike Alvarez
- 2019: Power jako Rudolfo (odc.: "Like Father, Like Son")
- 2020-2024: Hightown jako Frankie Cuevas Sr. (wystąpił w 25 odcinkach)
- 2022: 9-1-1: Teksas (9-1-1: Lone Star) jako Morris (odc.: "Riddle of the Sphynx")
- 2024: Ziemia Kobiet (Tierra de mujeres) jako Kevin

### filmy krótkometrażowe
- 2013: Out of the Blue jako Savage
- 2015: 2 Hours 2 Vegas jako Damian Savage
- 2016: Fate jako szef